# Station Bytom Wąskotorowy
Station Bytom Wąskotorowy is een spoorwegstation in de Poolse plaats Bytom.